# Horní Planá
Horní Planá, Duits: Oberplan, ook Plana, Plan, Plan oppidum, Miestečko Plané, Stadtl Plan, Ober Plan, is een stad in de regio Zuid-Bohemen in het zuiden van Tsjechië. Horní staat voor 'opper-' of voor 'hoger gelegen gedeelte', qua betekenis ongeveer hetzelfde als het Duitse 'ober'.

## Ligging
Horní Planá  ligt aan het noorden van het bij toeristen bekende Lipnomeer, dat een ongeveer 40 km lang stuwmeer is in de loop van de rivier de Moldau. Horní Planá ligt op de rand van het Nationaal park Šumava, en is onderdeel van het Bohemer Woud. De gemeente ligt tegen de grens met Oostenrijk aan en de plaats Horní Planá ligt minder dan 15 km ten oosten van het drielandenpunt met nog Duitsland.

## Bezienswaardigheden
- Kerk van de Heilige Margarethe (1374)
- Kerk op de Gutwasserberg, gebouwd in 1568 als houten kapel, in 1667 opgetrokken uit steen. In 1997 door voormalige Duitstalige inwoners gerenoveerd.
- Adalbert-Stifter-Centrum, naar Adalbert Stifter genoemd en geopend in 2003

## Stadsdelen
- Bližší Lhota, vroeger Přední Štifta, Vorderstift
- Hodňov, Honetschlag
- Horní Planá, Oberplan
- Hory, Spitzenberg
- Hůrka, Stuben
- Olšina, vroeger Dlouhé Mosty, Langenbruck
- Pernek, Berneck
- Žlábek, Rindles

## Geboren
- Adalbert Stifter 1805-1868, Duitstalig schrijver

## Foto's

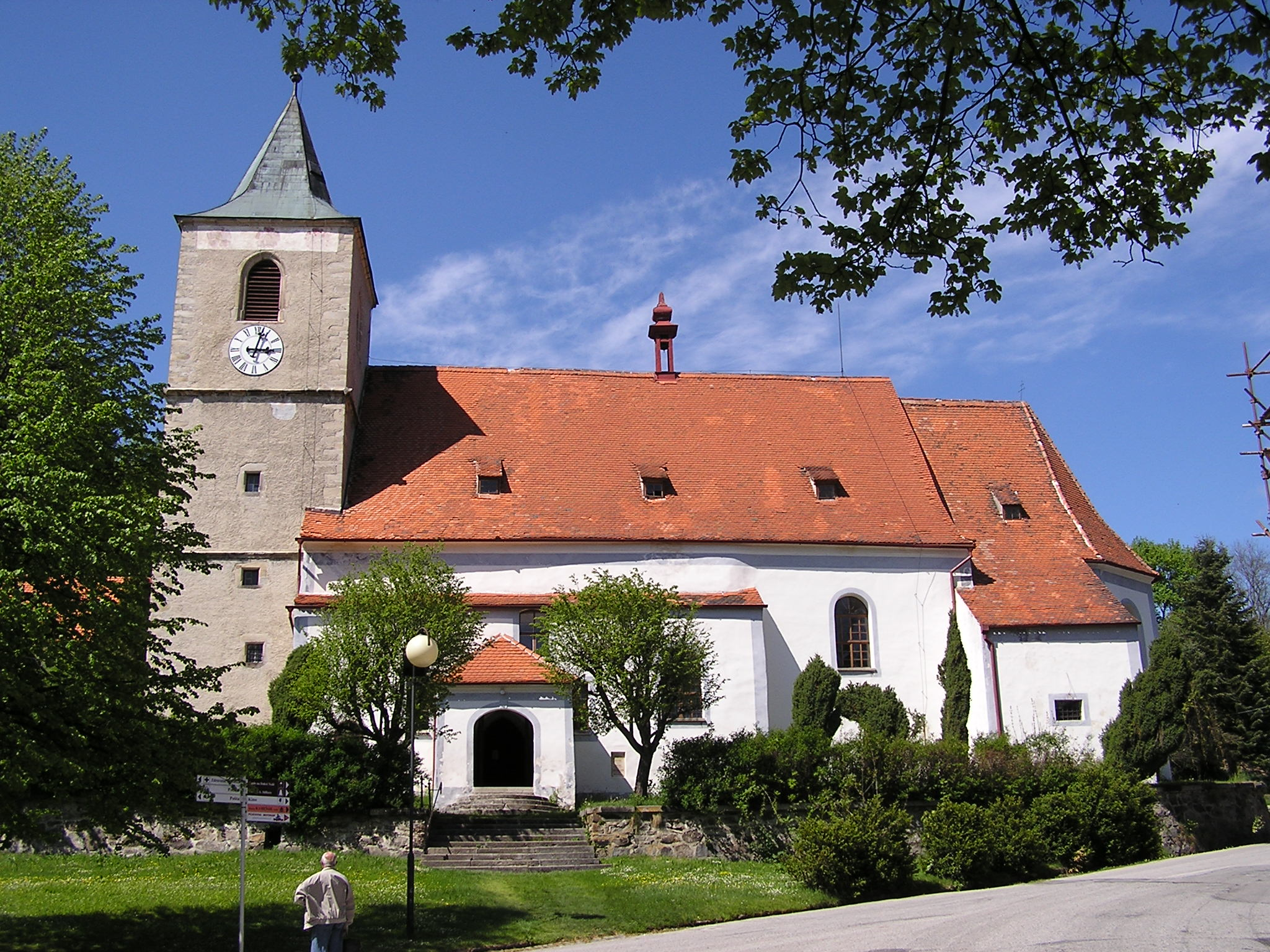
kerk van Horní Planá
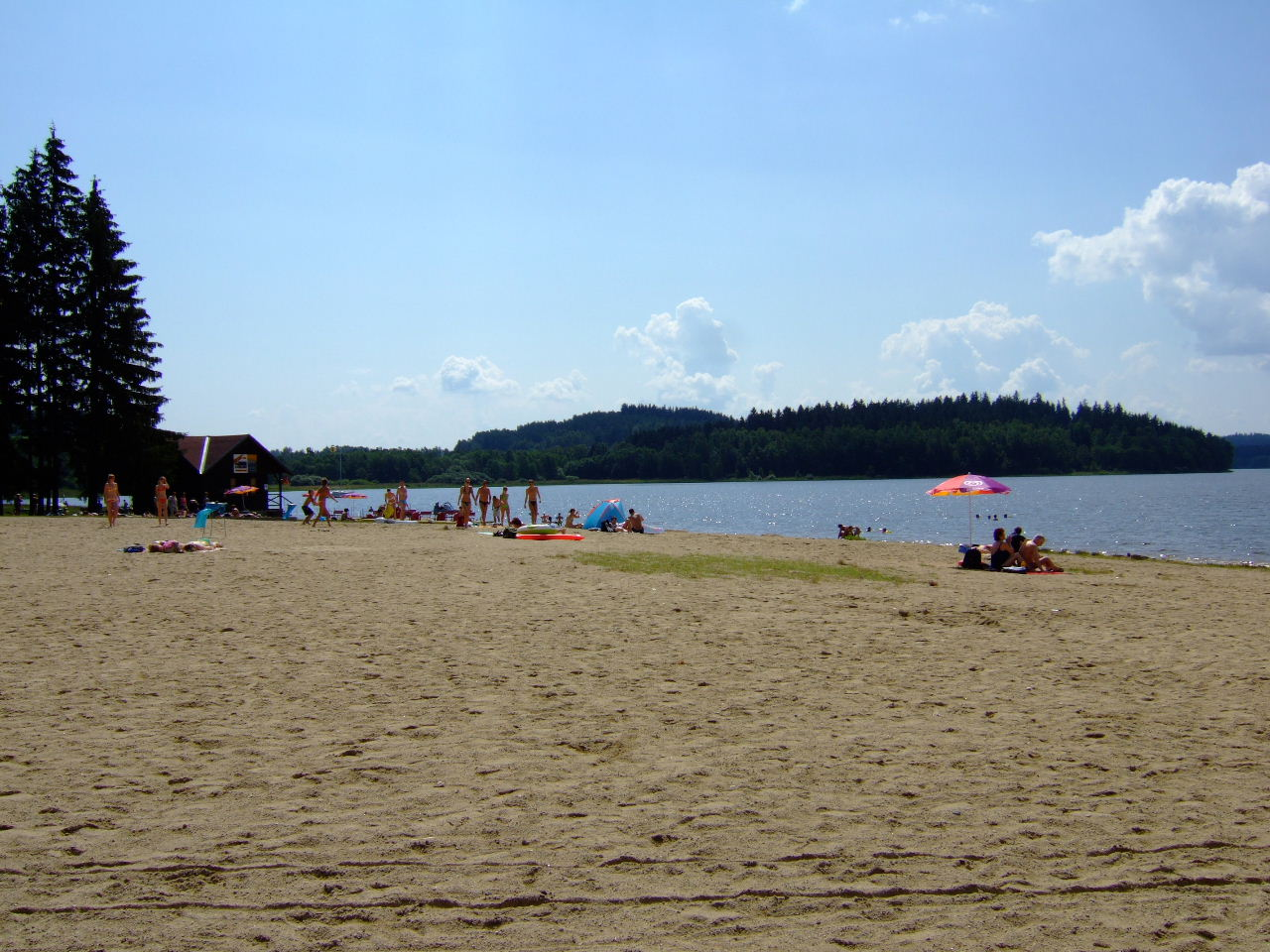
strand

Benešov nad Černou · Besednice · Bohdalovice · Brloh · Bujanov · Černá v Pošumaví · Český Krumlov · Dolní Dvořiště · Dolní Třebonín · Frymburk · Holubov · Horní Dvořiště · Horní Planá · Hořice na Šumavě · Chlumec · Chvalšiny · Kájov · Kaplice · Křemže · Lipno nad Vltavou · Loučovice · Malonty · Malšín · Mirkovice · Mojné · Netřebice · Nová Ves · Omlenice · Pohorská Ves · Polná na Šumavě · Přední Výtoň · Přídolí · Přísečná · Rožmberk nad Vltavou · Rožmitál na Šumavě · Soběnov · Srnín · Střítež · Světlík · Velešín · Větřní · Věžovatá Pláně · Vojenský újezd Boletice · Vyšší Brod · Zlatá Koruna · Zubčice · Zvíkov